# Iguapeia
Genre
Synonymes
- Angistripygus Roewer, 1943
- Langesia Roewer, 1945

Iguapeia est un genre d'opilions laniatores de la famille des Gonyleptidae.

## Distribution
Les espèces de ce genre sont endémiques du Brésil. Elles se rencontrent dans les États de São Paulo et du Paraná.

## Liste des espèces
Selon World Catalogue of Opiliones (17/09/2021) :
- Iguapeia gengnageli (Soares & Soares, 1949)
- Iguapeia melanocephala Mello-Leitão, 1935

## Publication originale
- Mello-Leitão, 1935 : « Alguns novos opiliões do Estado de S. Paulo e do Distrito Federal. » Archivos do Museu Nacional do Rio de Janeiro, vol. 36, no 1, p. 9–37.